# 岡山國際賽道
岡山國際賽道是一位於日本岡山縣美作市的賽車場，原名為英田田中國際賽道（TIサーキット英田）。賽車場於1990年啟用。
該賽道曾於1994年和1995年賽季舉辦F1太平洋大獎賽分站。
2005年1月1日，該賽道改為現在的名字。

## F1歷屆冠軍
| 賽季 | 車手          | 車隊   | 報告 |
| ---- | ------------- | ------ | ---- |
| 1995 | 迈克尔·舒马赫 | 貝納通 | 報告 |
| 1994 | 迈克尔·舒马赫 | 貝納通 | 報告 |

## 外部連結
- 官方網站 （页面存档备份，存于）